# Mistrzostwa świata w kabaddi
Mistrzostwa świata w kabaddi (ang. Kabaddi World Cup) – międzynarodowy turniej kabaddi organizowany przez Międzynarodową Federację Kabaddi (IKF) dla męskich i żeńskich reprezentacji narodowych. Rozgrywane są w hali. Również rozgrywane są mistrzostwa świata w kabaddi na boisku kołowym oraz na plaży. Pierwsze mistrzostwa odbyły się od 19 do 21 listopada 2004 roku w indyjskim Mumbaju i uczestniczyły w nim 12 męskich drużyn. Dopiero w 2016 po raz pierwszy startowały żeńskie drużyny. Mistrzostwa odbywają się co trzy lata (w 2010 i 2013 nie zorganizowano). Najwięcej tytułów mistrzowskich zdobyła męska i żeńska reprezentacja Indii.

## Mężczyźni

### Wyniki
| Rok                                   | Organizator                          | T |           | Finał | Finał     | Finał        |              | Półfinaliści     | Półfinaliści |  | Uwagi     |
| Rok                                   | Organizator                          | T | Zwycięzca | Wynik | Finalista | Półfinalista | Półfinalista |                  |              |  | Uwagi     |
| Mistrzostwa świata w kabaddi mężczyzn |                                      |   |           |       |           |              |              |                  |              |  |           |
| 2004                                  | Mumbaj (Indie)                       | 1 |           | Indie | 55–27     | Iran         |              | Bangladesz       | Kanada       |  | 12 drużyn |
| 2007                                  | Panvel (Indie)                       | 2 |           | Indie | 29–19     | Iran         |              | Bangladesz       | Japonia      |  | 14 drużyn |
| 2016                                  | Ahmadabad (Indie)                    | 3 |           | Indie | 38–29     | Iran         |              | Korea Południowa | Tajlandia    |  | 12 drużyn |
| 2019                                  | Dubaj (Zjednoczone Emiraty Arabskie) |   |           |       |           |              |              |                  |              |  | 12 drużyn |

### Klasyfikacja medalowa
W dotychczasowej historii Mistrzostw świata na podium oficjalnie stawało w sumie 7 drużyn. Liderem klasyfikacji są Indie, które zdobyły złote medale mistrzostw 3 razy.
Stan na grudzień 2018.
| Lp. | Reprezentacja    | Miejsca na podium | Miejsca na podium | Miejsca na podium | Zwycięskie sezony |   |   |                  |
| --- | ---------------- | ----------------- | ----------------- | ----------------- | ----------------- | - | - | ---------------- |
| Lp. | Reprezentacja    | 1.                | Indie             | 3                 | Zwycięskie sezony | 0 | 0 | 2004, 2007, 2016 |
| 2.  | Iran             | 0                 | 3                 | 0                 |                   |   |   |                  |
| 3.  | Bangladesz       | 0                 | 0                 | 2                 |                   |   |   |                  |
| 4.  | Japonia          | 0                 | 0                 | 1                 |                   |   |   |                  |
| 4.  | Kanada           | 0                 | 0                 | 1                 |                   |   |   |                  |
| 4.  | Korea Południowa | 0                 | 0                 | 1                 |                   |   |   |                  |
| 4.  | Tajlandia        | 0                 | 0                 | 1                 |                   |   |   |                  |

## Kobiety

### Wyniki
| Rok                                 | Organizator   | T |           | Finał | Finał     | Finał         |              | Półfinaliści | Półfinaliści |  | Uwagi     |
| Rok                                 | Organizator   | T | Zwycięzca | Wynik | Finalista | Półfinalista  | Półfinalista |              |              |  | Uwagi     |
| Mistrzostwa świata w kabaddi kobiet |               |   |           |       |           |               |              |              |              |  |           |
| 2016                                | Patna (Indie) | 1 |           | Indie | ?–?       | Nowa Zelandia |              |              |              |  | 16 drużyn |

### Klasyfikacja medalowa
W dotychczasowej historii Mistrzostw świata na podium oficjalnie stawało w sumie 3 drużyny. Liderem klasyfikacji są Indie, które zdobyły złote medale mistrzostw 1 raz.
Stan na grudzień 2018.
| Lp. | Reprezentacja | Miejsca na podium | Miejsca na podium | Miejsca na podium | Zwycięskie sezony |   |   |      |
| --- | ------------- | ----------------- | ----------------- | ----------------- | ----------------- | - | - | ---- |
| Lp. | Reprezentacja | 1.                | Indie             | 1                 | Zwycięskie sezony | 0 | 0 | 2016 |
| 2.  | Nowa Zelandia | 0                 | 1                 | 0                 |                   |   |   |      |